# Coleophora agrianella
Coleophora agrianella is een vlinder uit de familie kokermotten (Coleophoridae). De wetenschappelijke naam is voor het eerst geldig gepubliceerd in 1934 door Rebel.
De soort komt voor in Europa.